# Lars Pape
Lars Pape (Düsseldorf, 3 febbraio 1971) è un attore e regista tedesco.

## Biografia
Pape ha completato gli studi di recitazione presso la Scuola d'arte drammatica di Friburgo in Brisgovia dal 1993 al 1997.

## Filmografia (parziale)
- Stadtklinik - serie TV (2 episodi) (1993)
- Die Wache - serie TV (3 episodi) (1992-1999)
- Sterne des Südens - serie TV (ruolo principale) (1995)
- Soko 5113 - serie TV (1 episodio) (1996)
- SK-Babies - serie TV (1 episodio) (1996)
- Stefanie - serie TV (1 episodio) (1997)
- Coming In - regia di Marco Kreuzpaintner (1997)
- Balko - serie TV (1999-2003)
- Medicopter 117 - Jedes Leben zählt - serie TV (1 episodio) (1999)
- Un caso per due - serie TV (1 episodio) (1999)
- Dr. Sommerfeld - Neues vom Bülowbogen - serie TV (1 episodio) (2001)
- Guardia costiera - serie TV (1 episodio)(2001)
- Inga Lindström - Cuore di ghiaccio - film per la TV - regia di Martin Gies (2013)
- Der Kommissar und das Kind - film per la TV - regia di Andreas Senn (2017)
- Il commissario Heldt - serie TV (1 episodio) (2019)
- Gute Zeiten, schlechte Zeiten - serie TV (dal 2020)
- Familie Bundschuh – Woanders ist es auch nicht ruhiger - film per la TV - regia di Thomas Nennstiel (2021)
- Die Heiland – Wir sind Anwalt - serie TV (1 episodio) (2021)
- In aller Freundschaft - serie TV (1 episodio) (2022)
- Il Grifone - serie TV (2023)
- Familie Bundschuh – Bundschuh vs. Bundschuh - film per la TV - regia di Franziska Meyer Price (2023)